# RK Železničar 1949
Der Rukometni klub Železničar 1949 (serbisch-kyrillisch Рукометни клуб Железничар 1949, Handballklub der Eisenbahner von 1949) ist ein serbischer Handballverein aus Niš.

## Geschichte
Der Verein wurde im Jahr 2009 als Rukometni klub Naissus durch die Verschmelzung der Vereine RK Železničar Niš und ORK Niš gegründet. Er übernahm den Startplatz von ORK in der serbischen Superliga. Am 5. Dezember 2011 wurde der Name auf Rukometni klub Železničar 1949 geändert. In der Saison 2013/14 gewann man den serbischen Pokal. Nachdem die Mannschaft in der Saison 2016/17 in die zweite Liga abgestiegen war, verzichtete sie in der folgenden Spielzeit auf die Teilnahme am Spielbetrieb. Zur Saison 2017/18 erhielt sie eine Wildcard zur Teilnahme an der Superliga. In dieser Spielzeit wurde man erneut Pokalsieger. Im EHF Challenge Cup 2019/20 erreichte sie die dritte Runde. In der Saison 2021/22 stieg man wieder in die zweite Liga ab.

## Bekannte Persönlichkeiten
- Darko Đukić
- Milan Đukić
- Dobrivoje Marković
- Ratko Nikolić
- Stevan Sretenović
- Aleksandar Stojanović
- Jovica Cvetković
- Zoran Živković
- Vladimir Stanojević
- Siniša Prokić
- Veselin Vujović